# Emley
Emley – wieś w Anglii, w hrabstwie ceremonialnym West Yorkshire, w dystrykcie metropolitalnym Kirklees. Leży 22 km na południe od miasta Leeds i 255 km na północny zachód od Londynu. Miejscowość liczy 1867 mieszkańców.